# Andi Matichak
Andi Matichak (* 3. Mai 1994 in Framingham, Massachusetts) ist eine US-amerikanische Schauspielerin.

## Leben
Andi Matichak wurde in Framingham im US-Bundesstaat Massachusetts geboren und wuchs in der Nähe von Chicago, Illinois auf. Während der High School spielte sie Fußball, in den Sommerferien war sie in Griechenland um als Model zu arbeiten. Dort lernte sie ihren späteren Agenten kennen, der sie davon überzeugte Schauspielerin zu werden. Nach ihrer Rückkehr aus Griechenland nahm sie Schauspielunterricht in Chicago.
Erste Episodenrollen hatte sie 2013 in der ABC-Serie 666 Park Avenue, in der sie in den Folgen The Elysian Fields und Sins of the Fathers die Rolle der Shannon übernahm. 2015 folgte eine Episodenrolle in der Netflix-Serie Orange Is the New Black in der Folge Kampflesbe, 2016 in Underground und 2017 in Blue Bloods – Crime Scene New York. Im Horrorfilm Halloween (2018) und den Fortsetzungen Halloween Kills und Halloween Ends mit Jamie Lee Curtis als Laurie Strode und Judy Greer als Karen Nelson verkörperte sie deren Enkelin bzw. Tochter Allyson Strode. In der deutschsprachigen Fassung wurde sie von Daniela Molina synchronisiert.
2019 spielte sie in Life Snatcher mit Joel Courtney und Calum Worthy die Rolle der Kayla Shepard, in der deutschsprachigen Fassung wurde sie von Esra Vural gesprochen. Im Psycho-/Horror-Thriller Son (2021) von Ivan Kavanagh mit Emile Hirsch als Detective Paul und Luke David Blumm als ihrem Sohn David hatte sie als Laura die weibliche Hauptrolle. In der deutschsprachigen Fassung lieh ihr erneut Daniela Molina die Stimme.

## Filmografie (Auswahl)
- 2013: 666 Park Avenue (Fernsehserie, zwei Episoden)
- 2013: Goldfishing (Kurzfilm)
- 2014: Making It: The Series (Mini-Serie)
- 2015: Orange Is the New Black – Kampflesbe (Fernsehserie)
- 2015: Naomi & Ely – Die Liebe, die Freundschaft und alles dazwischen (Naomi and Ely’s No Kiss List)
- 2016: Evol
- 2016: Underground – Troubled Water (Fernsehserie)
- 2016: Miles
- 2017: Blue Bloods – Crime Scene New York – Das dynamische Duo (Blue Bloods, Fernsehserie)
- 2017: The Boonies (Fernsehserie)
- 2018: Halloween
- 2018: Bathroom Talk (Kurzfilm)
- 2019: Life Snatcher (Assimilate)
- 2021: Son
- 2021: Halloween Kills
- 2021: Foxhole
- 2022: Halloween Ends